# Asarum leucosepalum
Asarum leucosepalum är en piprankeväxtart som beskrevs av Sumihiko Hatusima och E. Yamahata. Asarum leucosepalum ingår i släktet hasselörter, och familjen piprankeväxter. Inga underarter finns listade i Catalogue of Life.